# 2С7 Пион
2С7 Пион е съветска самоходна артилерийска установка.

## Описание
Шасито ѝ е базирано на Т-64, с двигател и други компоненти от Т-80. Цялостната разработка е на И. С. Попов. Приета е на въоръжение през 1975, откъдето и названието на НАТО М-1975 (което съвпада с това на 2С4 Тюлпан). 2С7 е най-тежката самоходна артилерийска установка, създавана някога, и е запазила този статут. Нейното 203-мм оръдие има обсег от 37,5 км (до 50 км с ракетни снаряди). Теглото му е 14,6 тона, с вертикална елевация от 0 до 60 градуса. Теглото на снаряда е 110 кг, а началната му скорост – над 900 м/сек. Поради големия му размер (дължина от 1 метър) бойното отделение побира само 4 такива, а останалите се транспортират от камион или друго возило. Зареждането на снаряда в оръдието се осъществява посредством малък кран. Привеждането на установката в бойна готовност се извършва за 6 минути, а извеждането – за 3 минути. Боеприпасите биват 3 вида осколъчно-фугасни, както и ядрени. През 1985 е представен модернизиран вариант – Пион-М, с по-мощен двигател (840 к.с.) и 8 снаряда в бойното отделение. Характерна особеност е пълната ЯХБЗ, както и системите за нощно виждане. Скоростта във вода е макс. 5 км/ч, по шосе – до 50. Максималната скорострелност е 2,5 изстрела в минута. От 1975 са произведени над 1000 установки.

## Оператори
- Ангола – няколко;
- Беларус – 48;
- Грузия – 12;
- Кения – 25;
- Русия – 800;
- Украйна – 99

### Бивши
- СССР
- Полша – 8, изтеглени от експлоатация през 2006